# 呂智偉
呂智偉（Stanley Lui，1981年—），香港建制派青年，香港青年發展網絡召集人，自稱與建制派團體無關，並曾保證永遠不加入民建聯。
呂曾在《城市論壇》。他在 2006年畢業於樹仁學院(樹仁大學前身)歷史系。他在2009年5月24日受邀在香港电台节目《城市論壇》作嘉賓，其中他批評八九民運首段是愛國運動，但及後「外来势力」介入，令整件事件變質。而他也因为此而名声大噪。 
雖然呂智偉與民主派在六四 、政改的立場上南轅北轍，但有別於一般年輕人，他們都勇於在公開場合發表政見，亦有興趣走上從政路。呂智偉直言，希望獲得政府「垂青」委任為政治助理，他更視人稱「人肉錄音機」的政制及內地事務局長林瑞麟為偶像。
自稱為「愛國召集人」的呂智偉說，他發表政見並非近年的事，早在2000年只得19歲，便曾在街頭舌戰當時參加立法會 補選的余若薇 。被問到會否參選區議會 或立法會，他說會順心而行，他說過去有建制派政黨（否認是民建聯 ）向他招手，但他都婉拒邀請﹕「入了政黨不能只代表自己發聲。」 
呂智偉說，如果「有得揀」，希望向林瑞麟「拜師」﹕「雖然萬人與他為敵，但仍堅持己見，希望可以有幸跟隨他！」 
2012年，呂智偉在立法會（修訂）條例草案主張五區公投中投票的公民多為出於好奇心而投票，並用滑波理論指出如果不修訂補選會導致香港成為補選之都，故此他以為這次公投運動是濫用行為。

## 註腳
1. ↑  .   [2010-06-06]. （原始内容存档于2009-07-06）.